# The Secret of Moonacre
El secreto de Moonacre, en España titulada El secreto de la última luna, es una película realizada en coproducción entre Estados Unidos, Reino Unido, Francia y Hungría de aventuras y romántica de 2008 dirigida por Gabor Csupo. La película se basa en el libro El pequeño caballo blanco de la escritora británica Elizabeth Goudge de 1946. 

## Sinopsis

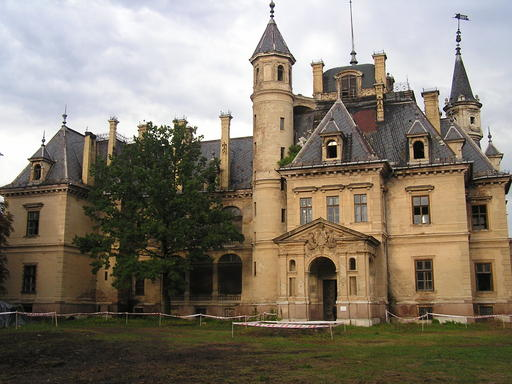
Manisón en Moonacre

Cuando el padre de Maria Merryweather muere y deja huérfana a su hija de apenas 13 años, esta es obligada a dejar su lujosa vida en Londres para irse a vivir con Sir Benjamin Merryweather —un excéntrico tío que ella no sabía que existía— en la misteriosa mansión en Moonacre. No tarda mucho tiempo Maria en verse en el mundo sombrío y lleno de disputas de intereses y poder entre el tío y la siniestra familia de Coeur De Noir. La joven también descubre que es el centro de todo, ya que es la última princesa heredera del linaje. Maria, ahora, estará guiada por una legión de extraños aliados e inimaginables amistades para evitar que Moonacre desaparezca para siempre.

## Elenco
- Dakota Blue Richards — Maria Merryweather
- Ioan Gruffudd — Sir Benjamin Merryweather / Sir Malcom Merryweather
- Tim Curry — Coeur De Noir / David De Noir
- Natascha McElhone — Loveday De Noir / Princesa Moonacre
- Juliet Stevenson — Miss Heliotrope
- Augustus Prew — Robin De Noir
- Andy Linden — Marmaduke Scarlet
- Michael Webber — Digweed
- Zoltán Barabás Kis — Dulac
- George Mendel — Cura